# Imago Mundi
Imago Mundi este o formație de muzică veche din România. Numele formației este expresia în limba latină a cărei traduceri este „imaginea lumii” și este titlul unui vast tratat de astrologie scris în zorii Renașterii de către cardinalul Pierre D’Ailly. Inventar de cunoștințe despre toate țările și popoarele lumii, lucrarea susținea teoria (pentru prima oară acceptată de Biserica Catolică) potrivit căreia pământul este rotund.
Formația „Imago Mundi” a fost înființată în anul 2001 de către Oana Ivașcu (oboi) și Daniel Ivașcu (percuție) cu scopul declarat de a crea muzică de fuziune între muzica veche și cea tradițională (muzica popoarelor lumii).

## Componența
„Imago Mundi” reunește în prezent șase muzicieni: Oana Ivașcu (oboi, drâmbă, tamburină), Daniel Ivașcu (bendir, darbuka, shakers, clopoței, rainstick, tamburină, morișcă, chime bars), Cătălin Ștefănescu (cobză, mandol, chitară), Ștefan Barbu (vioară, frame drum), Adrian Buciu (flaute, shakers), Andreea Țimiraș (violoncel, clopoței, shakers). Concertele formației sunt însoțite de comentariul vizual realizat de Cristian Stănoiu (proiecții video mixate în timp real).
De-a lungul timpului au făcut parte din formație: Oana Ropotan, Raluca Slave (vioară); Sorin Neacșu, Augustin Creznaru, Alex Hanganu, Gabriel Toma, Argin Marchiș (flaut); Valentin Turcu, Bogdan Tanislav, Marius Neag (fagot).

## Proiecte

### Isvor
Proiectul „Isvor (Dimitrie Cantemir: Cartea științei muzicii și Muzica tradițională românească)” face o paralelă între compoziții ce-i aparțin lui Dimitrie Cantemir și creații tradiționale românești ale vremii. „Isvor” reprezintă viziunea Imago Mundi asupra muzicii vechi și tradiționale românești, un repertoriu foarte rar abordat de către muzicienii de factură clasică. Piesele ce alcătuiesc proiectul „Isvor” sunt puse în valoare prin dialogul instrumentelor vechi specifice spațiului cultural românesc al vremii lui Cantemir (baglama, bouzouki, darbuka, bendir) împreună cu instrumente clasice moderne (flaut, oboi, vioară, chitară). Aranjamentul muzical îi aparține lui Cătălin Ștefănescu, doctor în Muzică, licențiat în Muzică Instrumentală și Compoziție, lector universitar la catedra de chitară a Universității Naționale de Muzică București.
Performance specific muzicii electronice, proiecțiile video live ce însoțesc vizual proiectul muzical au în spate același concept cu muzica Imago Mundi – intervenții contemporane asupra unui background încărcat de tradiții și istorie.

### Pilgrims
„Pilgrims” este o colecție de teme medievale europene interpretate în manieră contemporană, cu foarte multe părți improvizatorice originale, combinând sonorități ale instrumentelor acustice moderne, clasice, tradiționale, punând în dialog muzica veche (expresie a diversității culturale europene) cu improvizația spontană a celor cinci muzicieni implicați. Proiectul „Pilgrims:live” este primul proiect al formației Imago Mundi ce presupune alăturarea proiecțiilor video și muzicii vechi. Proiectul a fost finalizat prin înregistrarea albumului „Pilgrims” în formula Sorin Neacșu (flaut, tamburină, castaniete), Oana Mariș (oboi, shakers), Oana Ropotan (vioară, shakers), Cătălin Ștefănescu (mandol, chitară, ukulele), Daniel Ivașcu - percuție (darbuka, bongos, shakers, rainstick).

### Musica Viva
Primul proiect „Imago Mundi”, „Musica Viva” este și primul album al formației. Proiectul propune muzica veche interpretată într-o manieră originală, prin alăturarea instrumentelor culte moderne (flaut, vioară, oboi, fagot) celor tradiționale de percuție (djembe, darbuka, tamburină). În viziunea formației, piesele pornesc de la interpretarea fidelă a muzicii curților europene, ajungând până la improvizații libere pe teme populare medievale. Componența formației din acea perioadă era Augustin Creznaru (flaut, flauto dolce, chitară), Oana Mariș (oboi), Oana Ropotan (vioară, violă), Marius Neag (fagot), Daniel Ivașcu (percuție).

## Discografie
- 2011, „Isvor (Dimitrie Cantemir: Cartea Științei Muzicii și Muzica tradițională românească”, Editura Casa Radio & Pilgrim.Project

- 2009, „Pilgrims”, pilgrim.music

- 2002, „Musica Viva”, Electrecord